# Sint-Niklase stadsbus
De Sint-Niklase stadsbus wordt geëxploiteerd door de Vlaamse Vervoermaatschappij "De Lijn", entiteit Oost-Vlaanderen, regio Waasland.

## Geschiedenis

### Vroege geschiedenis
De stadsdienst werd in 1951 opgericht door de firma Michiels. De firma baatte vier stadslijnen uit vanaf dat moment. In 1955 werd het stadsbusnetwerk en de bussen overgenomen door de NMVB. Door deze overname, kwamen er geleidelijk aan nieuwe bussen in dienst. De eerste bussen waren van het type Standaardbus I stadsbus, welke een carrosserie van het type Chevrolet GT30 en een chassis van Jonckheere hadden.
Nadat in 1991 het Vlaamse deel van NMVB ging fuseren met MIVA en Maatschappij voor het Intercommunaal Vervoer te Gent tot De Lijn, bleef de exploitatie van stadsdienst Sint-Niklaas in eigen beheer.

### Plan 2024
Op 6 januari 2024 veranderde het stadsbusnet van Sint-Niklaas grondig. Binnen de vervoerregio Waasland is er beslist dat er maar één lusvormige stadslijn meer zou rijden. Deze verbond de belangrijke aantrekkingspolen van de stad met elkaar (o.a. station, het Waasland Shopping Center, Vitaz, het sociaal huis en het zwembad) en verschillende wijken zoals de Baenslandwijk, de Watermolenwijk, Valk en Tereken. Als compensatie verhoogde de frequentie van de regionale buslijnen naar de omliggende (deel)gemeenten.

### Plan 2025
Op 6 januari 2025 wordt de lusvormige lijn 1 gesplitst in twee aparte delen. Beide lijnen rijden van het station naar het Waasland Shopping Center. Lijn 1 neemt de oostelijke route via het ziekenhuis Vitaz en lijn 2 neemt de westelijke route via de Tuinlaan.

## Wagenpark
Het Sint-Niklase stadsnet wordt integraal door stelplaats Sint-Niklaas van De Lijn gereden. De meeste bussen die op het stadsnet rijden, zijn van het type Volvo VDL Jonckheere Transit 2000. Voorheen reden er ook enkele bussen van het type Van Hool newA308 en Van Hool newA309. De meeste Van Hool bussen zijn naar andere stadsdiensten gegaan, een bus is echter in 2006 vanuit de stadsdienst van Brugge overgekomen. De volgende bussen deden anno 2014 dienst op het stadsnet.
| Serie               | Aantal | Fabrikant      | Type              | Opmerking                                                                    |
| ------------------- | ------ | -------------- | ----------------- | ---------------------------------------------------------------------------- |
| 4488-4490 4493-4501 | 12     | VDL Jonckheere | Transit 2000 Midi | 4494 is in 2013 verwoest door brand. 4496 en 4498 zijn buiten dienst gesteld |
| 4707                | 1      | Van Hool       | newA309           | Reed voorheen in West-Vlaanderen op de stadsdienst van Brugge                |

## Lijnenoverzicht

### Tot 5 januari 2024
De stadsbussen bestond tot en met 5 januari 2024 uit vier lijnen met de volgende lijnnummers:
| Lijn | Startpunt         | Terminus    | Via         |
| ---- | ----------------- | ----------- | ----------- |
| 1    | Waasland Shopping | Clementwijk | Tereken     |
| 2    | Waasland Shopping | Tuinlaan    | Brugsken    |
| 3    | Hoge Bokstraat    | Nieuwkerken | Ster        |
| 4    | Glycinenplein     | Ster        | Nieuwkerken |

### Van 6 januari 2024 tot 5 januari 2025
Van 6 januari 2024 tot en met 5 januari 2025 bestond het stadsnet uit één lijn:
| Lijn | Start- en eindpunt       | Via                      |
| ---- | ------------------------ | ------------------------ |
| 1    | Waasland Shopping Center | Tuinlaan, Station, Vitaz |

### Vanaf 6 januari 2025
Vanaf 6 januari 2025 bestaat het stadsnet uit twee lijnen:
| Lijn | Startpunt | Terminus                 | Via      |
| ---- | --------- | ------------------------ | -------- |
| 1    | Station   | Waasland Shopping Center | Vitaz    |
| 2    | Station   | Waasland Shopping Center | Tuinlaan |